# João Cancelo
João Pedro Cavaco Cancelo, noto semplicemente come João Cancelo (Barreiro, 27 maggio 1994), è un calciatore portoghese, difensore o centrocampista dell'Al-Hilal e della nazionale portoghese, con cui ha vinto la UEFA Nations League 2018-2019.

## Caratteristiche tecniche
Considerato uno dei migliori terzini della sua generazione, è un terzino destro d'attacco che può giocare anche come esterno di centrocampo o, all'occorrenza, da ala destra e da terzino sinistro.Terzino dotato di buona velocità, eleganza, visione di gioco, senso tattico e tecnica individuale, è abile nei cross e nell'uno contro uno; per via della sua notevole abilità nel dribbling è stato descritto come «un numero 10 prestato alla fascia». È inoltre un buon esecutore di calci piazzati.

## Carriera

### Club

#### Gli esordi, Benfica e Valencia

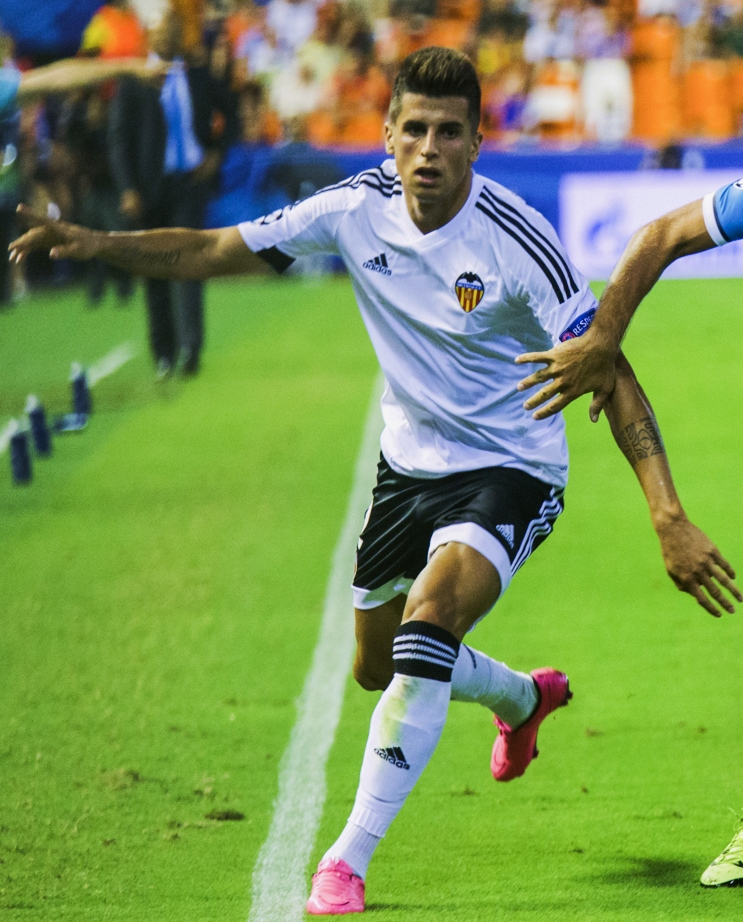
Cancelo in azione al Valencia nel 2015

Dopo aver mosso i primi passi nella Barreirense, nel 2007 entra nel settore giovanile del Benfica. Gioca per due stagioni nel Benfica B, prima di esordire in Primeira Liga il 10 maggio 2014, giocando da titolare contro il Porto (1-2). Il 20 agosto passa in prestito al Valencia. Il 25 maggio 2015 viene acquistato a titolo definitivo dal club spagnolo, dove si affermerà come uno dei terzini più promettenti della sua generazione.

#### Inter
Il 22 agosto 2017 passa in prestito annuale all'Inter, con diritto di riscatto (fissato a 35 milioni di euro), nell'ambito di uno scambio di mercato che vede Kondogbia compiere il percorso inverso. Esordisce in Serie A quattro giorni dopo, nella vittoriosa partita sul campo della Roma (3-1), subentrando nel finale a Candreva.
Dopo qualche settimana di ambientamento alla realtà italiana, il 12 dicembre fa il suo esordio da titolare con i nerazzurri in Coppa Italia, nel match casalingo vinto contro il Pordenone; sigla poi quello che rimarrà il suo unico gol con la maglia nerazzurra il 17 aprile 2018, su punizione, nella partita casalinga di campionato contro il Cagliari. Superata una prima fase di adattamento alla Serie A, cui si somma qualche equivoco tattico, le sue prestazioni migliorano progressivamente.
Il suo contributo si rivela decisivo per la qualificazione alla successiva edizione di Champions League, ma l'Inter a causa di problemi economici decide di non riscattarlo.

#### Juventus
Tornato al Valencia, il 27 giugno 2018 viene ceduto a titolo definitivo alla Juventus per 40,4 milioni di euro. Esordisce con la maglia bianconera il successivo 18 agosto, nella vittoriosa trasferta di Verona contro il Chievo (3-2), divenendo subito un perno dell'undici titolare torinese. Il 19 settembre esordisce con i bianconeri nelle competizioni europee, nella vittoria contro il Valencia (2-0), sua ex squadra. Il 27 gennaio 2019 segna la sua prima marcatura con i torinesi, siglando il gol del pareggio in casa della Lazio, nella partita poi vinta dai bianconeri per 2-1.
A fine stagione, nonostante un rendimento altalenante a livello personale nella seconda parte di stagione, vince la Supercoppa nazionale e il campionato.

#### Manchester City
Il 7 agosto 2019, dopo una sola stagione, Cancelo lascia la Juventus a seguito della cessione al Manchester City per 28 milioni di euro, più il cartellino di Danilo (valutato 37 milioni), per un totale nominale quindi di 65 milioni di euro. Il 18 dicembre successivo segna la sua prima rete in maglia Citizens in Coppa di Lega inglese nella partita vinta per 3-1 fuori casa contro l'Oxford Utd.
Con la maglia dei Citizens, in tre stagioni e mezza, vince tre Premier League e due League Cup, collezionando 154 presenze e 9 reti in tutte le competizioni.

#### Bayern Monaco, Barcellona e Arabia Saudita
Il 31 gennaio 2023 si trasferisce in prestito al Bayern Monaco fino al termine della stagione. Colleziona 21 presenze e una rete tra tutte le competizioni, vincendo il campionato. Il 3 aprile 2023 il club bavarese comunica la decisione di non esercitare, di lì a tre mesi, il diritto di riscatto per il giocatore, che il 30 giugno torna dunque al Manchester City.
Il 1º settembre 2023 passa in prestito per un anno al Barcellona, dove rimane per una stagione.
Rientrato al Manchester City, il 27 agosto 2024 ceduto per 25 milioni di euro all'Al-Hilal, che gli fa firmare un contratto di tre anni.

### Nazionale

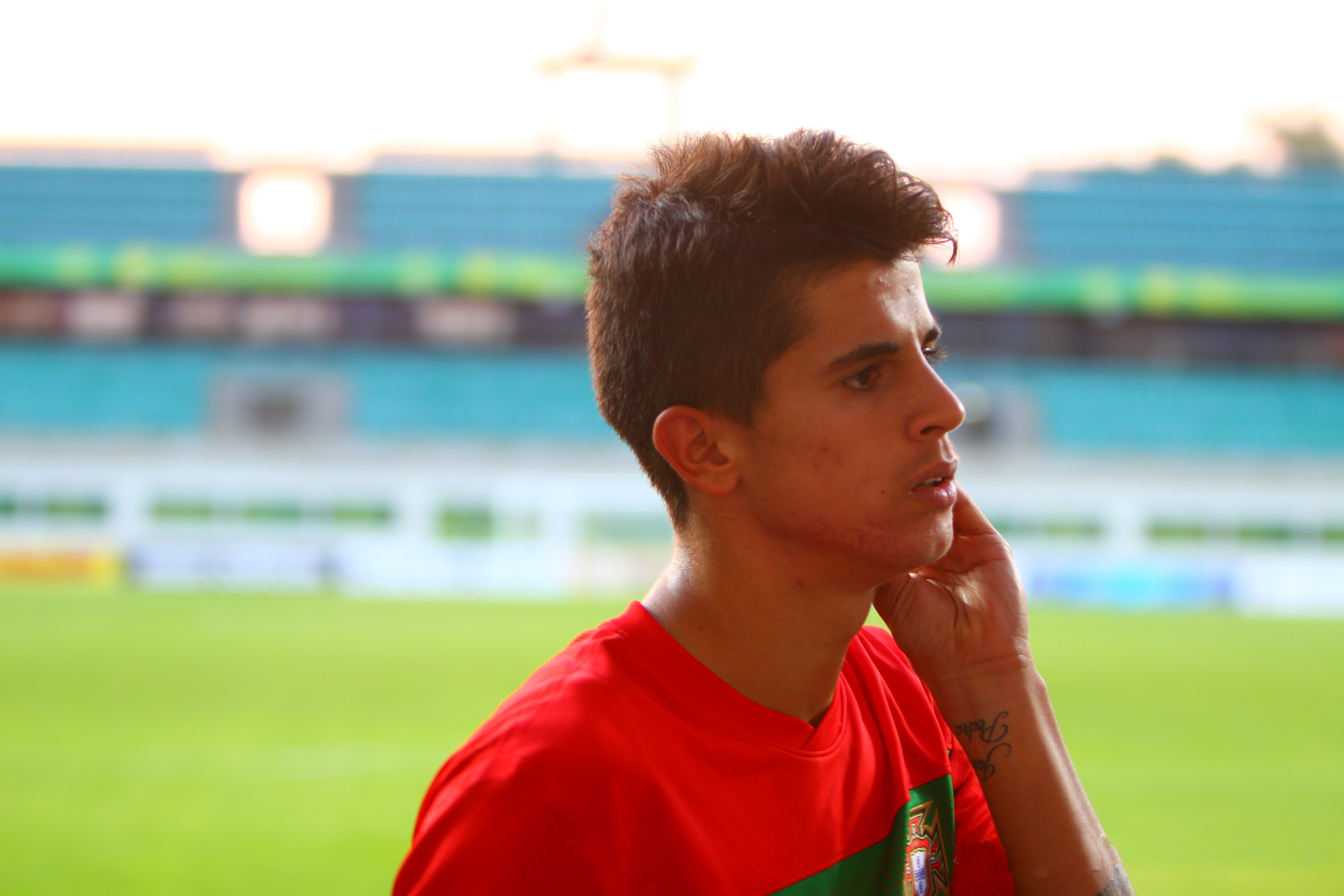
Cancelo con la nazionale under 19 portoghese nel 2012

Ha giocato in tutte le nazionali giovanili portoghesi, dall'Under-16 sino all'Under-21, con cui ha partecipato al campionato europeo di categoria del 2015 e del 2017.
Nell'agosto 2016 è stato convocato per la prima volta in nazionale maggiore dal commissario tecnico Fernando Santos. Ha esordito con la nazionale il 1º settembre seguente, giocando da titolare l'amichevole contro Gibilterra, andando a segno.
Impiegato in tre gare di qualificazione per il campionato del mondo 2018, non viene poi convocato per la fase finale del torneo, nonostante la buona stagione disputata nelle file dell'Inter.
Dopo il campionato del mondo del 2018 si afferma come titolare sulla fascia destra dei lusitani, venendo convocato per il campionato d'Europa 2020, disputato nel 2021, salvo poi venire tagliato il 13 giugno 2021 a causa della positività al COVID-19.

## Statistiche

### Presenze e reti nei club
Statistiche aggiornate al 4 luglio 2025.
| Stagione               | Squadra                | Campionato             | Campionato | Campionato | Coppe nazionali | Coppe nazionali | Coppe nazionali | Coppe continentali | Coppe continentali | Coppe continentali | Altre coppe | Altre coppe | Altre coppe | Totale | Totale |
| Stagione               | Squadra                | Comp                   | Pres       | Reti       | Comp            | Pres            | Reti            | Comp               | Pres               | Reti               | Comp        | Pres        | Reti        | Pres   | Reti   |
| ---------------------- | ---------------------- | ---------------------- | ---------- | ---------- | --------------- | --------------- | --------------- | ------------------ | ------------------ | ------------------ | ----------- | ----------- | ----------- | ------ | ------ |
| 2012-2013              | Benfica B              | SL                     | 20         | 2          | -               | -               | -               | -                  | -                  | -                  | -           | -           | -           | 20     | 2      |
| 2013-2014              | Benfica B              | SL                     | 31         | 1          | -               | -               | -               | -                  | -                  | -                  | -           | -           | -           | 31     | 1      |
| Totale Benfica B       | Totale Benfica B       | Totale Benfica B       | 51         | 3          |                 | -               | -               |                    | -                  | -                  |             | -           | -           | 51     | 3      |
| 2013-2014              | Benfica                | PL                     | 1          | 0          | CP+CdL          | 0+1             | 0               | UCL+UEL            | 0                  | 0                  | -           | -           | -           | 2      | 0      |
| 2014-2015              | Valencia               | PD                     | 10         | 0          | CR              | 3               | 0               | -                  | -                  | -                  | -           | -           | -           | 13     | 0      |
| 2015-2016              | Valencia               | PD                     | 28         | 1          | CR              | 4               | 1               | UCL+UEL            | 6+1                | 1+0                | -           | -           | -           | 39     | 3      |
| 2016-2017              | Valencia               | PD                     | 35         | 1          | CR              | 3               | 0               | -                  | -                  | -                  | -           | -           | -           | 38     | 1      |
| lug.-ago. 2017         | Valencia               | PD                     | 1          | 0          | CR              | -               | -               | -                  | -                  | -                  | -           | -           | -           | 1      | 0      |
| Totale Valencia        | Totale Valencia        | Totale Valencia        | 74         | 2          |                 | 10              | 1               |                    | 7                  | 1                  |             | -           | -           | 91     | 4      |
| ago. 2017-2018         | Inter                  | A                      | 26         | 1          | CI              | 2               | 0               | -                  | -                  | -                  | -           | -           | -           | 28     | 1      |
| 2018-2019              | Juventus               | A                      | 25         | 1          | CI              | 1               | 0               | UCL                | 7                  | 0                  | SI          | 1           | 0           | 34     | 1      |
| 2019-2020              | Manchester City        | PL                     | 17         | 0          | FACup+CdL       | 4+4             | 0+1             | UCL                | 8                  | 0                  | CS          | 0           | 0           | 33     | 1      |
| 2020-2021              | Manchester City        | PL                     | 28         | 2          | FACup+CdL       | 3+3             | 0               | UCL                | 9                  | 1                  | -           | -           | -           | 43     | 3      |
| 2021-2022              | Manchester City        | PL                     | 36         | 1          | FACup+CdL       | 5+1             | 0               | UCL                | 9                  | 2                  | CS          | 1           | 0           | 52     | 3      |
| 2022-gen. 2023         | Manchester City        | PL                     | 17         | 2          | FACup+CdL       | 1+1             | 0               | UCL                | 6                  | 0                  | CS          | 1           | 0           | 26     | 2      |
| gen.-giu. 2023         | Bayern Monaco          | BL                     | 15         | 1          | CG              | 2               | 0               | UCL                | 4                  | 0                  | SG          | -           | -           | 21     | 1      |
| ago.-set. 2023         | Manchester City        | PL                     | 0          | 0          | FACup+CdL       | -               | -               | UCL                | -                  | -                  | CS+SU+Cmc   | 0           | 0           | 0      | 0      |
| Totale Manchester City | Totale Manchester City | Totale Manchester City | 98         | 5          |                 | 22              | 1               |                    | 32                 | 3                  |             | 2           | 0           | 154    | 9      |
| set. 2023-2024         | Barcellona             | PD                     | 32         | 2          | CR              | 0               | 0               | UCL                | 10                 | 2                  | SS          | 0           | 0           | 42     | 4      |
| 2024-2025              | Al-Hilal               | SPL                    | 22         | 0          | KC              | 3               | 0               | ACL                | 9                  | 2                  | SS+CmC      | 5           | 0           | 39     | 2      |
| Totale carriera        | Totale carriera        | Totale carriera        | 344        | 15         |                 | 42              | 3               |                    | 66                 | 7                  |             | 8           | 0           | 460    | 25     |

### Cronologia presenze e reti in nazionale
| Cronologia completa delle presenze e delle reti in nazionale ― Portogallo | Cronologia completa delle presenze e delle reti in nazionale ― Portogallo | Cronologia completa delle presenze e delle reti in nazionale ― Portogallo | Cronologia completa delle presenze e delle reti in nazionale ― Portogallo | Cronologia completa delle presenze e delle reti in nazionale ― Portogallo | Cronologia completa delle presenze e delle reti in nazionale ― Portogallo | Cronologia completa delle presenze e delle reti in nazionale ― Portogallo | Cronologia completa delle presenze e delle reti in nazionale ― Portogallo |
| Data                                                                      | Città                                                                     | In casa                                                                   | Risultato                                                                 | Ospiti                                                                    | Competizione                                                              | Reti                                                                      | Note                                                                      |
| ------------------------------------------------------------------------- | ------------------------------------------------------------------------- | ------------------------------------------------------------------------- | ------------------------------------------------------------------------- | ------------------------------------------------------------------------- | ------------------------------------------------------------------------- | ------------------------------------------------------------------------- | ------------------------------------------------------------------------- |
| 1-9-2016                                                                  | Porto                                                                     | Portogallo                                                                | 5 – 0                                                                     | Gibilterra                                                                | Amichevole                                                                | 1                                                                         |                                                                           |
| 7-10-2016                                                                 | Aveiro                                                                    | Portogallo                                                                | 6 – 0                                                                     | Andorra                                                                   | Qual. Mondiali 2018                                                       | 1                                                                         |                                                                           |
| 10-10-2016                                                                | Tórshavn                                                                  | Fær Øer                                                                   | 0 – 6                                                                     | Portogallo                                                                | Qual. Mondiali 2018                                                       | 1                                                                         |                                                                           |
| 13-11-2016                                                                | Faro                                                                      | Portogallo                                                                | 4 – 1                                                                     | Lettonia                                                                  | Qual. Mondiali 2018                                                       | -                                                                         |                                                                           |
| 28-3-2017                                                                 | Funchal                                                                   | Portogallo                                                                | 2 – 3                                                                     | Svezia                                                                    | Amichevole                                                                | -                                                                         |                                                                           |
| 10-11-2017                                                                | Viseu                                                                     | Portogallo                                                                | 3 – 0                                                                     | Arabia Saudita                                                            | Amichevole                                                                | -                                                                         | 46’                                                                       |
| 26-3-2018                                                                 | Ginevra                                                                   | Portogallo                                                                | 0 – 3                                                                     | Paesi Bassi                                                               | Amichevole                                                                | -                                                                         | 44’, 61’                                                                  |
| 6-9-2018                                                                  | Lisbona                                                                   | Portogallo                                                                | 1 – 1                                                                     | Croazia                                                                   | Amichevole                                                                | -                                                                         |                                                                           |
| 10-9-2018                                                                 | Lisbona                                                                   | Portogallo                                                                | 1 – 0                                                                     | Italia                                                                    | UEFA Nations League 2018-2019 - 1º turno                                  | -                                                                         |                                                                           |
| 11-10-2018                                                                | Chorzów                                                                   | Polonia                                                                   | 2 – 3                                                                     | Portogallo                                                                | UEFA Nations League 2018-2019 - 1º turno                                  | -                                                                         |                                                                           |
| 17-11-2018                                                                | Milano                                                                    | Italia                                                                    | 0 – 0                                                                     | Portogallo                                                                | UEFA Nations League 2018-2019 - 1º Turno                                  | -                                                                         | 51’                                                                       |
| 20-11-2018                                                                | Guimarães                                                                 | Portogallo                                                                | 1 – 1                                                                     | Polonia                                                                   | UEFA Nations League 2018-2019 - 1º turno                                  | -                                                                         |                                                                           |
| 22-3-2019                                                                 | Lisbona                                                                   | Portogallo                                                                | 0 – 0                                                                     | Ucraina                                                                   | Qual. Euro 2020                                                           | -                                                                         |                                                                           |
| 25-3-2019                                                                 | Lisbona                                                                   | Portogallo                                                                | 1 – 1                                                                     | Serbia                                                                    | Qual. Euro 2020                                                           | -                                                                         |                                                                           |
| 7-9-2019                                                                  | Belgrado                                                                  | Serbia                                                                    | 2 – 4                                                                     | Portogallo                                                                | Qual. Euro 2020                                                           | -                                                                         | 65’                                                                       |
| 10-9-2019                                                                 | Vilnius                                                                   | Lituania                                                                  | 1 – 5                                                                     | Portogallo                                                                | Qual. Euro 2020                                                           | -                                                                         |                                                                           |
| 5-9-2020                                                                  | Porto                                                                     | Portogallo                                                                | 4 – 1                                                                     | Croazia                                                                   | UEFA Nations League 2020-2021 - 1º turno                                  | 1                                                                         |                                                                           |
| 8-9-2020                                                                  | Stoccolma                                                                 | Svezia                                                                    | 0 – 2                                                                     | Portogallo                                                                | UEFA Nations League 2020-2021 - 1º turno                                  | -                                                                         |                                                                           |
| 7-10-2020                                                                 | Lisbona                                                                   | Portogallo                                                                | 0 – 0                                                                     | Spagna                                                                    | Amichevole                                                                | -                                                                         |                                                                           |
| 11-10-2020                                                                | Saint-Denis                                                               | Francia                                                                   | 0 – 0                                                                     | Portogallo                                                                | UEFA Nations League 2020-2021 - 1º turno                                  | -                                                                         | 89’                                                                       |
| 14-10-2020                                                                | Lisbona                                                                   | Portogallo                                                                | 3 – 0                                                                     | Svezia                                                                    | UEFA Nations League 2020-2021 - 1º turno                                  | -                                                                         |                                                                           |
| 14-11-2020                                                                | Lisbona                                                                   | Portogallo                                                                | 0 – 1                                                                     | Francia                                                                   | UEFA Nations League 2020-2021 - 1º turno                                  | -                                                                         |                                                                           |
| 17-11-2020                                                                | Spalato                                                                   | Croazia                                                                   | 2 – 3                                                                     | Portogallo                                                                | UEFA Nations League 2020-2021 - 1º turno                                  | -                                                                         | 70’                                                                       |
| 24-3-2021                                                                 | Torino                                                                    | Portogallo                                                                | 1 – 0                                                                     | Azerbaigian                                                               | Qual. Mondiali 2022                                                       | -                                                                         |                                                                           |
| 27-3-2021                                                                 | Belgrado                                                                  | Serbia                                                                    | 2 – 2                                                                     | Portogallo                                                                | Qual. Mondiali 2022                                                       | -                                                                         | 72’                                                                       |
| 30-3-2021                                                                 | Lussemburgo                                                               | Lussemburgo                                                               | 1 – 3                                                                     | Portogallo                                                                | Qual. Mondiali 2022                                                       | -                                                                         |                                                                           |
| 9-6-2021                                                                  | Lisbona                                                                   | Portogallo                                                                | 4 – 0                                                                     | Israele                                                                   | Amichevole                                                                | 1                                                                         |                                                                           |
| 1-9-2021                                                                  | Faro                                                                      | Portogallo                                                                | 2 – 1                                                                     | Irlanda                                                                   | Qual. Mondiali 2022                                                       | -                                                                         | 82’                                                                       |
| 7-9-2021                                                                  | Baku                                                                      | Azerbaigian                                                               | 0 – 3                                                                     | Portogallo                                                                | Qual. Mondiali 2022                                                       | -                                                                         |                                                                           |
| 12-10-2021                                                                | Faro                                                                      | Portogallo                                                                | 5 – 0                                                                     | Lussemburgo                                                               | Qual. Mondiali 2022                                                       | -                                                                         | 84’                                                                       |
| 14-11-2021                                                                | Lisbona                                                                   | Portogallo                                                                | 1 – 2                                                                     | Serbia                                                                    | Qual. Mondiali 2022                                                       | -                                                                         | 8’                                                                        |
| 29-3-2022                                                                 | Porto                                                                     | Portogallo                                                                | 2 – 0                                                                     | Macedonia del Nord                                                        | Qual. Mondiali 2022                                                       | -                                                                         | 68’                                                                       |
| 2-6-2022                                                                  | Siviglia                                                                  | Spagna                                                                    | 1 – 1                                                                     | Portogallo                                                                | UEFA Nations League 2022-2023 - 1º turno                                  | -                                                                         |                                                                           |
| 5-6-2022                                                                  | Lisbona                                                                   | Portogallo                                                                | 4 – 0                                                                     | Svizzera                                                                  | UEFA Nations League 2022-2023 - 1º turno                                  | 1                                                                         |                                                                           |
| 9-6-2022                                                                  | Lisbona                                                                   | Portogallo                                                                | 2 – 0                                                                     | Rep. Ceca                                                                 | UEFA Nations League 2022-2023 - 1º turno                                  | 1                                                                         | 90’                                                                       |
| 12-6-2022                                                                 | Lancy                                                                     | Svizzera                                                                  | 1 – 0                                                                     | Portogallo                                                                | UEFA Nations League 2022-2023 - 1º turno                                  | -                                                                         | 59’                                                                       |
| 27-9-2022                                                                 | Braga                                                                     | Portogallo                                                                | 0 – 1                                                                     | Spagna                                                                    | UEFA Nations League 2022-2023 - 1º turno                                  | -                                                                         |                                                                           |
| 24-11-2022                                                                | Doha                                                                      | Portogallo                                                                | 3 – 2                                                                     | Ghana                                                                     | Mondiali 2022 - 1º turno                                                  | -                                                                         |                                                                           |
| 28-11-2022                                                                | Lusail                                                                    | Portogallo                                                                | 2 – 0                                                                     | Uruguay                                                                   | Mondiali 2022 - 1º turno                                                  | -                                                                         |                                                                           |
| 2-12-2022                                                                 | Al Rayyan                                                                 | Corea del Sud                                                             | 2 – 1                                                                     | Portogallo                                                                | Mondiali 2022 - 1º turno                                                  | -                                                                         |                                                                           |
| 10-12-2022                                                                | Doha                                                                      | Marocco                                                                   | 1 – 0                                                                     | Portogallo                                                                | Mondiali 2022 - Quarti di finale                                          | -                                                                         | 51’                                                                       |
| 23-3-2023                                                                 | Lisbona                                                                   | Portogallo                                                                | 4 – 0                                                                     | Liechtenstein                                                             | Qual. Euro 2024                                                           | 1                                                                         |                                                                           |
| 17-6-2023                                                                 | Lisbona                                                                   | Portogallo                                                                | 3 – 0                                                                     | Bosnia ed Erzegovina                                                      | Qual. Euro 2024                                                           | -                                                                         |                                                                           |
| 20-6-2023                                                                 | Reykjavík                                                                 | Islanda                                                                   | 0 – 1                                                                     | Portogallo                                                                | Qual. Euro 2024                                                           | -                                                                         | 67’                                                                       |
| 8-9-2023                                                                  | Bratislava                                                                | Slovacchia                                                                | 0 – 1                                                                     | Portogallo                                                                | Qual. Euro 2024                                                           | -                                                                         | 62’                                                                       |
| 11-9-2023                                                                 | Faro                                                                      | Portogallo                                                                | 9 – 0                                                                     | Lussemburgo                                                               | Qual. Euro 2024                                                           | -                                                                         | 68’                                                                       |
| 13-10-2023                                                                | Porto                                                                     | Portogallo                                                                | 3 – 2                                                                     | Slovacchia                                                                | Qual. Euro 2024                                                           | -                                                                         |                                                                           |
| 16-10-2023                                                                | Zenica                                                                    | Bosnia ed Erzegovina                                                      | 0 – 5                                                                     | Portogallo                                                                | Qual. Euro 2024                                                           | 1                                                                         |                                                                           |
| 16-11-2023                                                                | Vaduz                                                                     | Liechtenstein                                                             | 0 – 2                                                                     | Portogallo                                                                | Qual. Euro 2024                                                           | 1                                                                         | 87’                                                                       |
| 19-11-2023                                                                | Lisbona                                                                   | Portogallo                                                                | 2 – 0                                                                     | Islanda                                                                   | Qual. Euro 2024                                                           | -                                                                         | 87’                                                                       |
| 26-3-2024                                                                 | Lubiana                                                                   | Slovenia                                                                  | 2 – 0                                                                     | Portogallo                                                                | Amichevole                                                                | -                                                                         | 50’ 88’                                                                   |
| 4-6-2024                                                                  | Lisbona                                                                   | Portogallo                                                                | 4 – 2                                                                     | Finlandia                                                                 | Amichevole                                                                | -                                                                         |                                                                           |
| 8-6-2024                                                                  | Oeiras                                                                    | Portogallo                                                                | 1 – 2                                                                     | Croazia                                                                   | Amichevole                                                                | -                                                                         | 46’ 77’                                                                   |
| 11-6-2024                                                                 | Aveiro                                                                    | Portogallo                                                                | 3 – 0                                                                     | Irlanda                                                                   | Amichevole                                                                | -                                                                         | 46’                                                                       |
| 18-6-2024                                                                 | Lipsia                                                                    | Portogallo                                                                | 2 – 1                                                                     | Rep. Ceca                                                                 | Euro 2024 - 1º turno                                                      | -                                                                         | 90’                                                                       |
| 22-6-2024                                                                 | Dortmund                                                                  | Turchia                                                                   | 0 – 3                                                                     | Portogallo                                                                | Euro 2024 - 1º turno                                                      | -                                                                         | 68’                                                                       |
| 1-7-2024                                                                  | Francoforte sul Meno                                                      | Portogallo                                                                | 0 – 0 dts (3 – 0 dtr)                                                     | Slovenia                                                                  | Euro 2024 - Ottavi di finale                                              | -                                                                         | 107’ 117’                                                                 |
| 5-7-2024                                                                  | Amburgo                                                                   | Portogallo                                                                | 0 – 0 dts (3 – 5 dtr)                                                     | Francia                                                                   | Euro 2024 - Quarti di finale                                              | -                                                                         | 74’                                                                       |
| 15-10-2024                                                                | Glasgow                                                                   | Scozia                                                                    | 0 – 0                                                                     | Portogallo                                                                | UEFA Nations League 2024-2025 - 1º turno                                  | -                                                                         | 88’                                                                       |
| 18-11-2024                                                                | Spalato                                                                   | Croazia                                                                   | 1 – 1                                                                     | Portogallo                                                                | UEFA Nations League 2024-2025 - 1º turno                                  | -                                                                         | cap.                                                                      |
| Totale                                                                    |                                                                           | Presenze                                                                  | 60                                                                        |                                                                           | Reti                                                                      | 10                                                                        |                                                                           |

## Palmarès

### Club
- Campionato portoghese: 1

Benfica: 2013-2014
- Coppa di Lega portoghese: 1

Benfica: 2013-2014
- Coppa del Portogallo: 1

Benfica: 2013-2014
- Campionato italiano: 1

Juventus: 2018-2019
- Supercoppa italiana: 1

Juventus: 2018
- Coppa di Lega inglese: 2

Manchester City: 2019-2020, 2020-2021
- Community Shield: 1

Manchester City: 2024
- Campionato inglese: 2

Manchester City: 2020-2021, 2021-2022
- Campionato tedesco: 1

Bayern Monaco: 2022-2023

### Nazionale
- UEFA Nations League: 1

Portogallo: 2018-2019

### Individuale
- Gran Galà del calcio AIC: 2

Squadra dell'anno: 2018, 2019
- Squadra dell'anno PFA: 2

2020-2021, 2021-2022
- ESM Team of the Year: 1

2020-2021
- FIFA FIFPro World XI: 1

2022